# Мотобур
Мотобур (бензобур) — портативная буровая установка, которая управляется с помощью физической силы человека.

## История

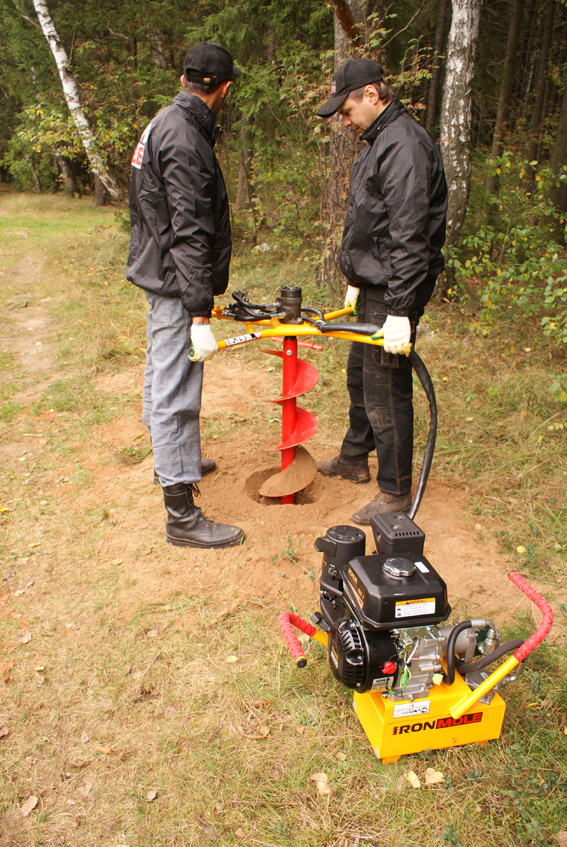

Один из первых патентов на установку для бурения грунта с ручным приводом и управлением был выдан 13 мая 1890 года мистеру Джону Р. Ламбу (J.R. Lamb) из США за его «Post Hole Boring Machines»(Машина для сверления отверстий под столбы). Это был прообраз ручного бура, на котором вращение бурового инструмента осуществлялось за счет физической силы оператора. А первые мотобуры начали появляться на строительных площадках гораздо позже. Вместе с появлением на рынке легких и компактных двухтактных двигателей родилась идея создать механизм для бурения с приводом бурового инструмнента от бензинового мотора, которым управляют два человека и который можно свободно перемещать и бурить там, куда невозможно пройти на стационарной буровой установке.
Первые ручные мотобуры управляемые двумя операторами были тяжелыми. Их вес был в пределах 55 кг. Основной вес приходился на червячный редуктор большого размера и его корпус, который по тем временам был отлит из стали. Легкие сплавы тогда были недоступны для широкого применения. Тем не менее, ручные мотобуры управляемые двумя операторами начали получать широкое распространение так, как потребности в дешевом буровом механизме для общестроительных работ были очень высоки. А в конце пятидесятых годов, когда легкие сплавы на основе алюминия получили распространение, вес ручного мотобура был уменьшен почти в два раза. Это удалось благодаря изготовлению корпуса редуктора мотобура из легких сплавов, а также уменьшению размеров зубчатых колес редуктора в связи с применением для изготовления зубчатых колес редуктора новейших станков с числовым управлением. В начале девяностых годов на мировом рынке стали появляться гидравлические компоненты небольших размеров и веса (Гидронасос, гидромотор, гидравлический распределитель), которые производители ручных мотобуров начали устанавливать в качестве силового привода ручных мотобуров.

## Применение мотобуров
- Шнековое бурение в мягких грунтах 1-й, 2-й, 3-й и частично 4-й категории
- Шнековое бурение на глубину до 10 метров в зависимости от мощности и крутящего момента мотобура
- Шнековое бурение диаметром до 500 мм в зависимости от мощности и крутящего момента мотобура
- Установка заборов и ограждений различного типа
- Установка столбчатого фундамента
- Укрепление фундаментов
- Установка теплообменников
- Установка линий связи и столбов освещения
- Укрепление береговых линий
- Укрепление шпунтовыми заливными сваями неглубоких котлованов в сыпучем грунте
- Установка громоотводов
- Геологические изыскания

## Технические данные мотобуров
- Мощность двигателя — от 1,3 до 21 л/с
- Крутящий момент — от 75 до 1200 Нм
- Вес — от 7 до 250 кг
- Тип буровой трансмиссии — механический или гидравлический
- Глубина бурения — до 10 метров
- Диаметр бурения — до 500 мм

## Устройство
Главные элементы ручного мотобура это двигатель и буровая трансмиссия, которая повышает крутящий момент, выдаваемый двигателем, и уменьшает обороты двигателя до приемлемых для бурения.
В ручных мотобурах с механическим приводом в составе буровой трансмиссии используются червячные или цилиндрические (соосные) понижающие редукторы. Между входным валом редуктора и валом двигателя установлено центробежное сцепление, которое позволяет бензиновому двигателю при достижении максимальных оборотов передавать вращение через редуктор на буровой шнек. Основной недостаток механического привода — большое количество механический частей которые сильно нагружены во время бурения и подвержены из-за этого повышенному износу.
В ручных мотобурах с гидравлическим приводом используется простейшая гидравлическая система состоящая из гидравлического насоса и гидромотора. Гидравлический насос создает давление масла в гидросистеме, которое вращает гидравлический мотор с установленным буровым инструментом. Гидравлический распределитель отвечает за направление вращения гидромотора и снабжен предохранительным клапаном, который сбрасывает лишнее давление масла при возможной перегрузке. Нагрузка на гидравлические компоненты во время бурения в несколько раз меньше, по сравнению с аналогичным по характеристикам механическим редуктором.
Важной технической характеристикой любого мотобура является крутящий момент, который производит буровая трансмиссия. Чем выше крутящий момент, тем легче происходит процесс бурения. Особенно сильно это заметно при бурении грунтов выше второй категории. 
Основной недостаток ручных мотобуров это обратный удар который возникает во время бурения, когда буровой инструмент заклинивает в отверстии и сила инерции вращения бурового инструмента мгновенно передается на органы управления мотобуром. Это достаточно опасный для операторов момент при бурении, который может нанести вред здоровью. Для предотвращения обратного удара некоторые ручные мотобуры имеют специальную механическую защиту или конструктивно созданы так, чтобы обратный удар гасился конструкцией рамы мотобура и не мог нанести никакого вреда оператору.

## Буровой инструмент
В качестве бурового инструмента в ручных мотобурах используются шнековые буры со спиралью (ребордой), по которой выработанный грунт, разрушенный режущими ножами бурового шнека, поднимается на поверхность. Очень редко при бурении ручными мотобурами используются колонковые буровые инструменты. Иногда при геологических отборах проб грунта на ручные мотобуры устанавливают инструменты для отбора проб. В зависимости от типа грунта и сезона использования на буровые шнеки устанавливаются различные типы режущих ножей облегчающих бурения при разных условиях бурения. Шнековый метод бурения при использовании мотобура, предназначен для разработки мягких грунтов 1, 2, 3 категории и частично грунтов 4 категории ( в зависимости от условий разработки и используемого мотобура )..
Специально для антарктических исследований был разработан комплект бурового инструмента , для извлечения ледяного керна с глубины до 5 метров. Этот комплект использовался вместе с тремя различными мотобурами американским институтом Дж. Крейга Вентера ( J.Craig Venter Institute ) в исследованиях в Антарктиде в 2009.

## Применение мотобуров в научных исследованиях
Применяют мотобуры для научных исследований при отборе проб грунта и льда - LTER ( Долгосрочная исследовательская  сеть ) для исследовательской деятельности Арктике  и для исследований в  Антарктике .
Специалисты NASA в течение всей исследовательской миссии ICESCAPE   по исследованию причин таяния полярных льдов в Чукотском море использовали  легкий механический мотобур.
В 2012 году при испытании космического скафандра для полетов на Марс, разработанного Университетом Северной Дакоты ( UND, University of North Dakota ) в качестве прототипа космического бурового инструмента, использовался легкий механический мотобур .